# 世界三大美人
世界三大美人（せかいさんだいびじん）とは、世界史上において特に美人とされる三人の女性。世界三大美女（せかいさんだいびじょ）ともいう。
一般に
1. クレオパトラ7世（プトレマイオス朝エジプトの女王）
2. 楊貴妃（唐の皇帝玄宗の妃）
3. 小野小町（平安時代前期の歌人）

の三人を指す。
ただし、これらは日本人の目から見た世界三大美人であり、世界的にはヘレネー（ギリシャ神話の登場人物）・クレオパトラ・楊貴妃を指す。一方、そもそもヘレネーを加えた世界三大美人自体が日本国内限定で言われているとの指摘もある。

## 沿革

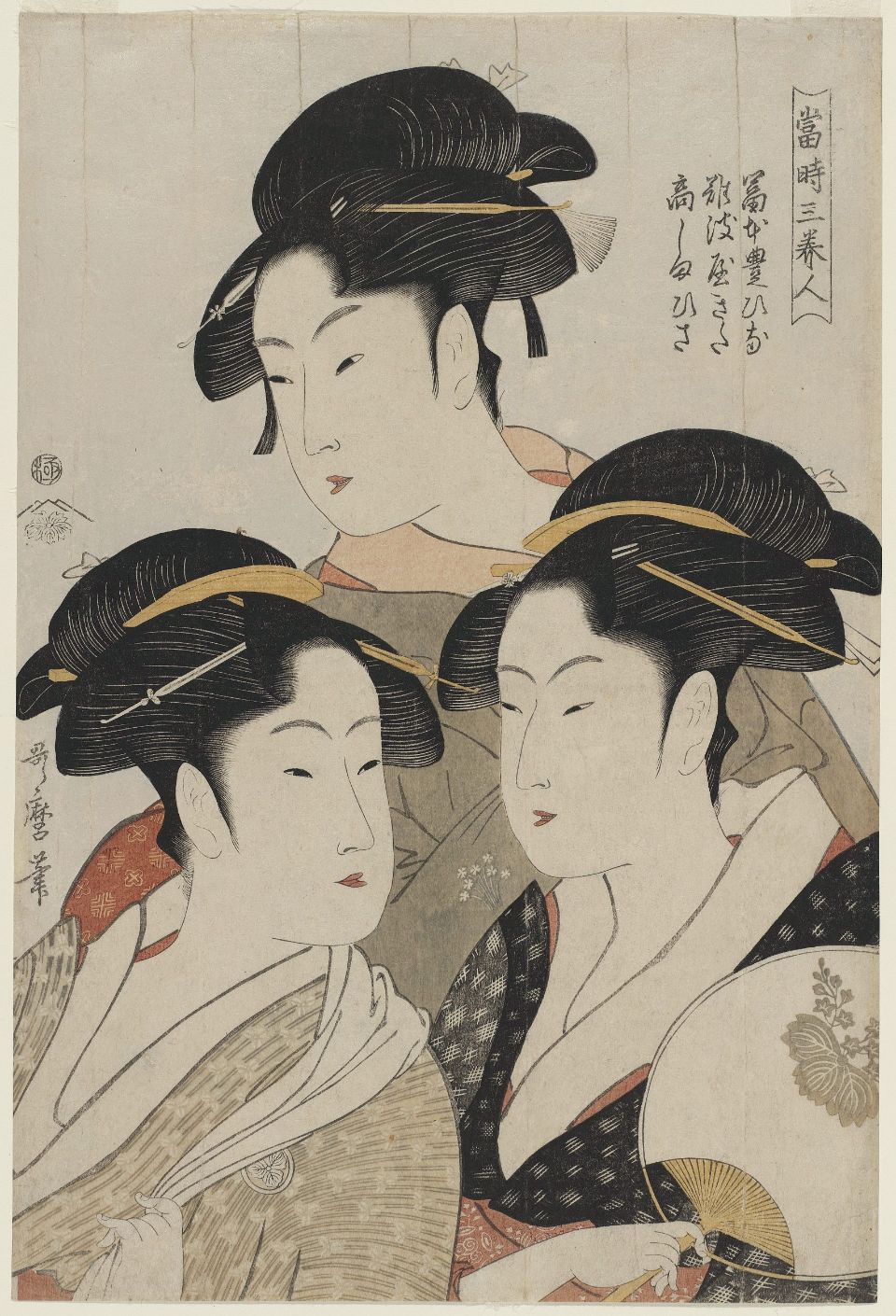
喜多川歌麿が寛政の三美人を描いた「寛政三美人」

日本の江戸時代寛政期には、難波屋おきた、高島屋おひさ、富本豊雛が「寛政三美人」として持て囃されていた。これ以前の明和期に評判だった鍵屋お仙、本柳屋お藤、茶屋のおよしも後に「明和の三美人」と呼ばれている。尤も、初期の寛政の三美人の一人は菊本おはんであったが、豊雛の登場で「四美人」とはならずに入れ替わり、明和の三美人に関しても、お仙とお藤が特に評判とされていながらも3人にまとめられている。この様な、美人を3人選ぶという日本の文化が明治以降の国際化の影響を受けて「世界三大美人」が生まれたのではないかとの指摘がある。
東京大学大学院総合文化研究科准教授・永井久美子によると、小野小町がクレオパトラや楊貴妃とともに三大美人としてメディアに登場するようになったのは明治中期からであるという。明治21年（1888年）には読売新聞の社説にて美醜の基準は国や地域によって異なるという話の折に、美人とされる女性の例としてクレオパトラと共に小町と楊妃（楊貴妃）の名が挙げられている。
永井の分析によると、「世界三大美人」言説が生まれた明治中期は、日本でナショナリズムが高まっていた時期で、小野小町は「国風文化」を代表する文化人として理想的な存在だったのではないかという。一方、クレオパトラが三大美人として挙げられた背景には、1910年代、女優の松井須磨子が帝国劇場でクレオパトラ役を演じたことや、浅草で無声映画『アントニーとクレオパトラ』が上演されたことが影響しているのではないかという。

## その他
小野小町が美人であったというのは、あくまでも伝説で、事実であるという保証はない。平安後期までに成立した『玉造小町子盛衰書』(たまつくりこまちそうすいしょ)という物語に、美貌の女性が老衰・没落するという内容がある。主人公の「小町」は、小野小町であるとは一言も言ってないが、混同され、美人であるというイメージが出来上がったと永井は述べる。『古今和歌集』に収められた小野小町の歌が、『伊勢物語』第二十五段に引用されたこともこの混同の原因である。